# يان أكسل
يان أكسل (بالإنجليزية: Ian Axel)‏ هو مغن مؤلف ومغني أمريكي، ولد في 28 مارس 1985 في فير لون في الولايات المتحدة.

## وصلات خارجية
- يان أكسل على موقع ميوزك برينز (الإنجليزية)
- يان أكسل على موقع ديسكوغز (الإنجليزية)